# Vescomtat de Bas
El vescomtat de Besalú, després anomenat Vescomtat de Bas, fou una jurisdicció feudal sorgida com a seguiment del desaparegut comtat de Besalú. La seva possessió fou sempre complexa i subjecte a molts canvis de mans i negociacions.

## Extensió
És difícil poder concretar amb exactitud quins eren els límits de l'original i antic Vescomtat de Bas. No obstant això, a través de l'examen de documentació referent a aquest tema podem comprovar que tenia els següents límits:
- Nord: Pel Nord confrontava amb Riudaura, tot seguint el curs de la riera de Bianya, i agafava els cims de les muntanyes de Santigosa, Coll de Caubet, Colldecanes, Milany, Collfret i el Puigsacalm.
- Oest: Seguia la serralada de Santa Magdalena fins a unir-se al Coll de Bracons amb la serralada coneguda per Cingleres d'Ayats i passava per els cims de Joanetes, Castelló de Bas, Cabrera i Rupit, on doblava la línia i seguia els límits de l'actual municipi de Sant Esteve d'en Bas.
- Sud: Amb la muntanya i castell de Colltort i també amb el poble de Santa Pau. Ambdós, indrets que formaven part de la Baronia de Santa Pau.
- Est: Seguia el curs del riu Fluvià fins a trobar la riera de Ridaura, afluent del mateix riu.
Així doncs, aquest vescomtat es componia per els indrets/llocs i parròquies de: Cabrera, Falgars, Sant Esteve d'en Bas, Sant Pere de les Preses, Joanetes, Sant Privat d'en Bas, Santa Maria de Puipardines, La Pinya, Sant Joan dels Balbs, Riudaura, Sant Andreu del Coll i Olot.
Per tant, el territori inicial del que fou el Vescomtat de Bas, en els seus orígens, abarcava el que avui dia són la Vall de Bas, la Vall del Corb, Les Preses, Riudaura i Olot. O sigui, els terrenys que es troben a la part alta del riu Fluvià.

## Història

### Continuació de la casa de Besalú
Monsalvatge esmenta el 986 un suposat vescomte de Besalú anomenat Bernat, però podria ser en realitat Bernat Udalard, vescomte de Barcelona. Feliu de la Peña diu que a l'expedició de Ramon Borrell I a Còrdova hi va participar un Huguet vescomte de Bas, però la dada tampoc és segura, ja que en aquesta data el títol de vescomte de Bas no existia. El primer vescomte de Besalú segur fou Udalard Bernat, senyor del Castell de Mont-ros, proper a Castellfollit de la Roca, que era fill de Bernat Isarn, senyor del castell de Milany i net d'Arnau Isarn, vescomte del Conflent; i que estava casat amb Ermessenda, senyora de Beuda i Montagut. Ja exercia sens dubte el 1079, i encara era viu quan va participar en l'expedició a les Balears del 1114. Ja era mort el 1118: Com que el seu fill Pere (o Pere Udalard) havia mort abans que ell, l'herència va recaure al net Udalard II (casat amb Ferrana de Montcada), el qual va morir jove vers 1123 deixant un fill nen, Pere I, sota tutela del seu oncle matern Guillem Ramon de Montcada. El jove Pere fou el primer que va usar el títol de vescomte de Bas el 1126, 15 anys després de la fi del comtat de Besalú, però va morir poc després el 1127 sense descendència.

### Sota el llinatge dels Cervera
L'herència va recaure a la seva bestia Beatriu de Bas, filla d'Udalard I, la qual estava casada amb Ponç Hug de Cervera, que així esdevingué vescomte com a Ponç I de Bas, tot i que era eixit de la casa vescomtal de Berga. A la mort de Beatriu el 1142 (quan el fill gran i solter, Pere II ja havia traspassat vers el 1137, havent portat el títol de vescomte) el vescomtat va passar al següent fill Ponç II de Bas. El 1147 va raptar Almodis de Barcelona del palau comtal per tal de casar-s'hi, malgrat l'oposició del seu germà el comte-príncep Ramon Berenguer IV: finalment va aconseguir el seu propòsit l'any següent a canvi de cedir Castellfollit de la Roca. El matrimoni tingué cinc fills: l'hereu Hug I de Bas, un tal Berenguer, Ponç III, Agalbursa (o Galbors, casada el 1158 amb Barisó I, jutge d'Arborea) i Gaia (casada el 1160 amb Ramon de Torroja). Tant ell com els seus descendents es van implicar en els esforços de la corona per conquerir les muntanyes de Prades. El 1155 el vescomtat va recaure en Hug I de Bas, que va lluitar amb el rei Alfons el Cast contra Tolosa el 1175. Després va deixar el vescomtat per testament a son germà Ponç III de Cervera (i en defecte seu a sa germana Gaia). Però lluny de morir, Hug I va viatjar a Sardenya el 1177 per ajudar la seva germana Agalbursa de Bas contra el fillastre d'aquesta. Allí es va casar amb Sinispella de Lacon, i d'aquest matrimoni en va sorgir el llinatge dels Bas, prínceps d'Arborea: el primer membre de la qual fou Hug Poncet.
Des del 1177 el vescomtat fou regit per Ponç III de Cervera, el qual a la mort del seu germà Hug I a Sardenya el 1185 va aprofitar l'antic testament per autoanomenar-se vescomte de Bas, fins que va morir el 1195. Això va permetre que el seu fill Pere II de Cervera també heretés el títol. No obstant això, l'hereu real d'Hug I, Hug Poncet, va venir de Sardenya per reclamar la titularitat: la família va arribar a un acord el 1198 que implicava el reconeixement d'Hug a canvi de certes compensacions econòmiques pel seu cosí Pere II. Després d'això, Hug Poncet va retornar a Sardenya, aquest cop deixant la regència del vescomtat en mans de l'altre cosí: Hug de Tarroja, fill de sa tia Gaia i de Ramon. Ambdós, el vescomte i el regent, van morir entre 1220 i 1221. El títol va passar a l'hereu sard Pere II d'Arborea i IV de Bas, que mai va venir a les seves terres catalanes; mentre que la regència va passar a la germana d'Hug III, Eldiarda, casada amb Ramon de Palau.

### Sota el casal d'Empúries
El 1231 Eldiarda va traspassar la regència al seu fill Simó I de Palau quan aquest es va casar amb Gueraua d'Anglesola. Uns anys després, cap el 1240, Simó (que era besnet de Ponç II per via femenina) va comprar el títol que regentava a Pere IV, i així va esdevenir el vescomte de Bas titular i fou reconegut pel rei. Simó va morir el 1247, motiu pel qual Gueraua va regentar-lo fins que la filla Sibil·la va heretar el títol en casar-se amb Hug V comte d'Empúries (o Hug IV de Bas) el 1262. Malgrat tot, un cop vídua Sibil·la va haver de vendre el vescomtat al rei Pere III el 1280; de la mateixa manera que també s'hagué de vendre els castells de Milany, Vallfogona, Llaiers i Puigmal al seu nebot Dalmau de Palau. El rei acabaria tornant el vescomtat de Bas el 1285 a Ponç V d'Empúries i IV de Bas (fill de Sibil·la i Hug V), el qual va traspassar-lo al seu germà, o germanastre, Hug de Bas el 1291, conegut com a Huguet, i que també era comte d'Esquilacce o Squillace. Però el vescomtat de Bas li fou confiscat pel rei Jaume el Just el 1300, com a càstig per haver pres partit pel seu germà Frederic II a la corona de Sicília. El 1315 el rei el va tornar al darrer comte d'Empúries, llavors Ponç Malgaulí, que va morir sense descendència el 1322 deixant com a hereu del testament comtal el seu oncle: Ramon d'Empúries, prior a Catalunya de l'ordre de l'Hospital (germà de Ponç V i germanastre d'Hug). Tot i que teòricament el vescomtat de Bas havia de tornar a mans de la corona, el rei Jaume el va cedir també al prior Ramon com a penyora d'un deute de 40.000 sous. Un cop pagat el deute el 1331, Hug V (Huguet) va recuperar el títol a canvi de setanta mil sous, que va pagar al rei Alfons III.

### Sota el llinatge dels Cabrera
No queda clar com el títol de vescomte de Bas va acabar en mans de la família Cabrera. Hom afirma que Huguet d'Empúries el va deixar en testament al conseller reial Bernat II de Cabrera (amb qui eren parents), el qual després d'heretar-lo el 1335 l'hauria permutat amb el rei Pere el Cerimoniós pels castells de Cànoves i Bell-lloc. Altres diuen que va ser el mateix Huguet d'Empúries qui, després de recuperar-lo, el va permutar amb Bernat II de Cabrera a canvi d'aquests mateixos castells; i que aleshores Bernat va cedir el títol al rei, amb el qual prèviament ja havia pactat la renúncia després de la seva mort. En qualsevol cas és clar que va quedar en mans de la corona, perquè el 1352 Pere III tornava a cedir el vescomtat de Bas al seu conseller. Aquest el va traspassar al seu fill Bernat III de Cabrera el 1354. Quan el seu pare fou executat per la Corona el 1364, Bernat III va revoltar el vescomtat durant els anys seixanta, insurrecció que fou apagada amb dificultats.
Finalment, anys després, Pere III va perdonar el net del seu antic conseller, Bernardí, a qui va retornar primer el vescomtat de Cabrera el 1373, i finalment també el vescomtat de Bas el 1381. A partir de llavors el títol es va mantenir vinculat a aquesta família definitivament.

## Llista dels Vescomtes de Bas

### Vescomtes de Besalú[7]
- 850 Ermidó I o Radulf I, de filiació desconeguda. Un seria vescomte de Besalú i l’altre de Girona, hom no pot precisar qui ho era d’un lloc i qui de l’altre.
- 925 Seguer, de filiació desconeguda
- 968-988 Udalguer I, de filiació desconeguda
- 1005-1006 Miró I, de filiació desconeguda
- 1003-1017 Dalmau I, de filiació desconeguda
- 1020-1055 Guillem I, fill de l’anterior
- 1064 Miró II, de filiació desconeguda

#### Casa de Milany (Vescomtes de Besalú)
- 1079 -1106 o 1115 Udalard I Fill de Bernat senyor de Milany i Amaltruda. Fou Vescomte de Besalú, senyor de Milany i de Mont-Ros. Va ser pare de Pere de Milany, qui no arribà a ser vescomte perquè morí abans que el seu progenitor i també de Beatriu de Milany.
- 1106 o 1115 – 1123 Udalard II Net d'Udalard I i fill del difunt Pere de Milany. Vescomte de Bas i senyor de Milany, Mont-Ros, Beuda, Montagut i el Catllar.
- Pere Udalard (primer vescomte de Bas), fill de l’anterior.

### Vescomtes de Bas
- 1123-1127 Pere Udalard (Pere I de Bas)
- 1127-1142 Beatriu de Milany (Beatriu I de Bas), filla d'Udalard I vescomte de Besalú i muller de Ponç I Hug de Cervera

* Passa als Cervera''

### Cervera
- 1127-1130 Ponç I Hug de Cervera (Ponç I de Bas)
- 1130-1137 Pere I de Cervera (Pere II de Bas)
- 1137-1155 Ponç II de Cervera (Ponç II de Bas)
- 1155-1185 Hug I de Cervera (Hug I de Bas)
- 1185-1211 Hug I d'Arborea (Hug II de Cervera) (Hug II de Bas)
  - Regent 1185-1195 Ponç III de Cervera (Ponç III de Bas) i senyor de l'Espluga Subirana
  - Regent 1195-1198 Pere II de Cervera (Pere III de Bas) i senyor de l'Espluga Subirana
  - Regent 1198-1221 Hug III de Torroja (Senyor de Solsona i l’Espluga Sobirana) nèt per via materna de Ponç II de Cervera i Bas i cosí de l'anterior.
- 1221-1241 Pere II d'Arborea (Pere III de Cervera) (Pere IV de Bas)
  - Regent 1221-1231 Eldiarda de Torroja germana d’Hug III de Torroja, tia de Pere II d'Arborea i nèta de Ponç II de Cervera i Bas
  - Regent 1231-1241 Simó de Palau (fill d'Eldiarda de Torroja i Ramon de Palau) (Simó I de Bas)

* Passa als Palau

### Palau
- 1241-1247 Simó de Palau (Simó I de Bas)
- 1247-1280 Sibil·la de Palau (casada amb Hug V d'Empúries)
- 1262-1277 Hug V d'Empúries (Hug IV de Bas)

* 1280-1285 Venut al rei

### Comtes d'Empúries
- 1285-1291 Ponç V d'Empúries (Ponç IV de Bas)
- 1291-1300 Hug d'Empúries (Huguet)

* 1300-1315 Confiscat per la corona
- 1315-1322 Ponç VI d'Empúries (Ponç V de Bas)
- 1322-1331 Ramon d'Empúries

- 1331-1335 Hug d'Empúries (Huguet)

* Passa a la corona 1335

### Cabrera
- 1335-1335 Bernat II de Cabrera (Bernat I de Bas)

* 1335-1352 Passa la corona
- 1352-1354 Bernat II de Cabrera (Bernat I de Bas) (2a vegada)
- 1354-1368 Bernat III de Cabrera (Bernat II de Bas)

* 1368-1381 Passa a la corona 

- 1381 Bernat IV de Cabrera (Bernat III de Bas)

* 1381 Passa als Cabrera que el mantindran fins al 1756